# Засечное (Нижнеломовский район)
Засечное — село в Нижнеломовском районе Пензенской области России. Входит в состав Кувак-Никольского сельсовета. Включает в себя территорию исчезнувшей деревни Суриновка.

## География
Село находится в северо-западной части Пензенской области, в пределах Керенско-Чембарской возвышенности, в лесостепной зоне, на берегах реки Нор-Ломовки, к западу от автодороги М5, на расстоянии примерно 20 километров (по прямой) к северо-западу от города Нижний Ломов, административного центра района. Абсолютная высота — 176 метров над уровнем моря.

### Климат
Климат характеризуется как умеренно континентальный, с холодной продолжительной зимой и тёплым летом. Средняя температура воздуха самого тёплого месяца (июля) — 19,1 — 19,5 °C; самого холодного (января) — −13,3 — −11,3 °C. Продолжительность безморозного периода 125—144 дней. Период активной вегетации длится около 141 дня. Среднегодовое количество атмосферных осадков составляет 520 мм, из которых большая часть выпадает в тёплый период. Снежный покров устанавливается в конце ноября и держится в течение 140 дней.

### Часовой пояс
Село Засечное, как и вся Пензенская область, находится в часовой зоне МСК (московское время). Смещение применяемого времени относительно UTC составляет +3:00.

## История
Возникновение села связано с сооружением в середине XVII в. Пензенской Засечной черты, где в 1636 г. возникли остроги Керенск, Верхний Ломов и Нижний Ломов (Засечное входило в состав данного участка), а позднее — другие поселения. Точная дата основания неизвестна (в период между 1636 и 1648 гг.).
Впоследствии засечные сторожа были переведены в разряд казаков.
В 1678 г. в Засечном — 38, в 1714 г. — 30 (только солдатских), 1719 г. — 34 двора засечных сторожей. После переписи 1710 г. до 1718 г. из села бежали служилого чина людей 101, умерли — 37, взяли в солдаты — 21. Именовалась также Казачьей Засечной слободой.
Согласно ревизии 1762 г. Засечное относилось к Верхнеломовскому уезду, Нор-Ломовскому стану. В 1795 г. — к Наровчатской округе Пензенского наместничества.
Население Засечного составляли однодворцы (со второй половины XIX в. — государственные крестьяне), а также отставные солдаты и солдатские дети (с 1805 г. кантонисты). В 1795 г. в селе числились фамилии: Абутков, Белоногов, Булгаков, Ветошкин, Дамараев, Дрындин, Дурышкин, Замараев, Киселев, Клишин, Колендровский (Камендровский), Колесников, Колотилин, Колотильщиков, Кузьмин (Казьмин), Мещеряков, Минаков(?), Могильников, Морозов, Новокрещенов, Плуженской, Полбицын, Пустовалов, Рышков, Сатюков, Скорняков, Трещов, Трусов, Шигаев, Ячменников. Заключали браки с равными по статусу однодворцами, в основном селений Верхнеломовского уезда.
В ревизии 1850 г. из перечисленных выше фамилий в Засечном прямо указаны только Булгаковы, Кавендровские (так стали писать фамилию; могла быть связана с соседними селениями Большая Кавендра и Малая Кавендра) и Шигаевы, а также причисленный солдат Скорлаков. Для остальных жителей фамилии не указаны, однако их корни прослеживаются в предыдущих ревизиях (и многие современные фамилии селения восходят ещё к ревизии 1795 года и более ранним).
В XIX — начале XX в. Засечное входило в состав Зубовской волости Наровчатского уезда Пензенской губернии.
В послереволюционный период в состав Засечного была включена соседняя деревня Суриновка (Ключи, Сурино, Агафоновка, Тюгаевка).

### Церковный приход
В 1657 г. построена часовня, в 1665 г. перестроена в церковь во имя Архангела Михаила (В. Шаракин, 1986 г.).
В 1732 г. возвели новое здание церкви, в 1774 г. — Михайло-Архангельский храм с приделом свт. Николая Чудотворца. В связи с этим в ряде документов село именуется «Засечное Михайловское тож».
К церкви были приписаны соседние селения: Агафоново, Ездовка, Мелюшовка (Мелюшевка), Суриновка, Тюгаево, возможно, ряд других.
В 1890—1905 гг. построили каменную Троицкую церковь с правым приделом Архангела Михаила. С 1929 г. и по настоящее время храм бездействовал.
В 2004 г. в селе был зарегистрирован приход, и в одноэтажном кирпичном здании открылся Михайло-Архангельский молитвенный дом.

## Население
| 1745 | 1763  | 1795 | 1864 | 1877 | 1897 | 1911 |
| ---- | ----- | ---- | ---- | ---- | ---- | ---- |
| 552  | ↗592  | ↗600 | ↗651 | ↗849 | ↗921 | ↘912 |
| 1926 | 1930  | 1939 | 1959 | 1979 | 1989 | 1996 |
| ↘812 | ↗1013 | ↘435 | ↘175 | ↗394 | ↘225 | ↗227 |
| 2002 | 2010  |      |      |      |      |      |
| ↘160 | ↘118  |      |      |      |      |      |

### Национальный состав
Согласно результатам переписи 2002 года, в национальной структуре населения русские составляли 97 % из 160 чел.